# تكرار الترجمة غير المرتبطة بكودون البدء

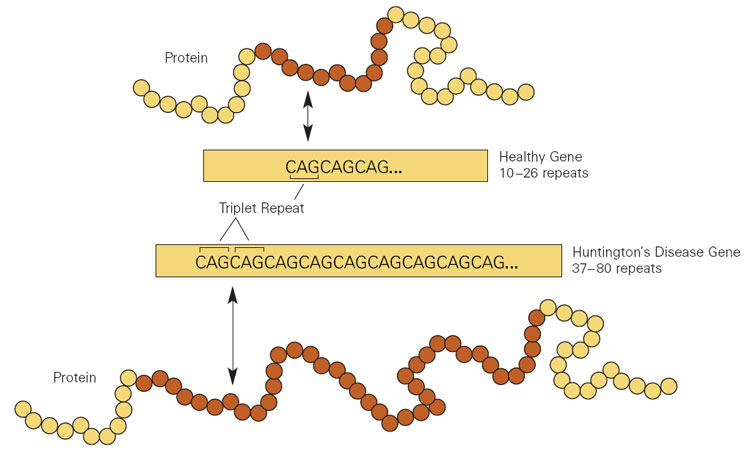
رسم يوضح التكرارات المفرطة لتسلسل نيوكليوتيدات السيتوزين-أدينين-جوانين (CAG) في جين من أحد الجينات

تكرار الترجمة غير المرتبطة بكودون البدء أو ترجمة ران (RAN) ‏(بالإنجليزية: Repeat Associated Non-AUG translation أو RAN translation)‏هي عبارة عن حالة عدم منتظمة لترجمة الحمض النووي الريبوزي الرسول والذي يمكن أن تحدث في الخلايا حقيقية النواة.

## آلية العمل
تبدأ الترجمة بالنسبة لغالبية الحمض النووي الريبوزي الرسول في حقيقيات النواة من كودون AUG المشفر للميثيونين بعد العمليات الجزيئية لـ «ارتباط ب م هـ» و «المسح» بواسطة مركبات مبكرة الريباسية (PICs)، هناك بعض الاستثناءات مثل الترجمة عن طريق موقع دخول الريبوسوم الداخلي الفيروسي IRES الذي يحتوي على أحماض نووية ريبوزية رسول حيث لا يلزم «ارتباط ب م هـ» و/أو «المسح» للبدء ولكن AUG لا يزال يستخدم عادةً كأول كودون. يعد تكرار الترجمة غير المرتبطة بكودون البدء استثناءً للقواعد الأساسية لأنها تستخدم تحديد موقع بدء مختلف وتبدأ من كودون غير AUG، ولكنها قد تظل تعتمد على «ارتباط ب م هـ» و «المسح».

## المرض
تنتج ترجمة RAN مجموعة متنوعة من بروتينات تكرار ثنائي الببتيد عن طريق ترجمة تكرارات ثلاثي النوكليوتيد الموسعة الموجودة في إنترون للجين C9orf72. توسع ثلاثي النوكليوتيد يتكرر وبالتالي تراكم بروتينات تكرار ثنائي الببتيد يسبب سمية خلوية تؤدي إلى التنكس العصبي في التصلب الجانبي الضموري.